# Мардани-кхель
Мардани-кхель — индийское боевое искусство из Махараштры, связанное с применением оружия. Чаще всего в рамках этого искусства воинами использовались индийский меч пата и копьё на верёвке вита.

## История
Раннюю историю мардани-кхель как чёткую систему ведения боя трудно отследить до XVII века, однако предполагается, что на неё оказали влияние географические условия Махараштры. Жители горного региона, где было множество долин и пещер, стали превосходными всадниками, которые носили лёгкую броню и в войнах использовали быстрые кавалерийские подразделения. Доподлинно неизвестно, относились ли они к кшатриям или шудрам, однако о народе маратхов писали как о простом деревенском народе по сравнению с воинственными пенджабцами и раджпутами. Так писал в VII веке китайский монах Сюаньцзан в «Записках о западных странах»:

Климат тёплый до жаркого. [Жители] по нраву простые и честные. С виду они огромны, по характеру горды и своенравны. На добро непременно ответят благодарностью, а за обиду непременно воздадут должное. Если человеку нанести оскорбление, то он не пощадит жизни, чтобы отомстить. А если к нему обратиться, будучи в бедственном положении, то забудет о себе, чтобы помочь. Когда они намерены отомстить врагу, то прежде оповестят его, и обе стороны смогут надеть доспехи и взять оружие. В сражении они преследуют побежденных, но не убивают сдавшихся. Военачальника, потерпевшего поражение, не подвергают взысканию, но преподносят ему женское платье, и он в раскаянии сам себя убивает. Государство содержит несколько сотен воинов. Каждый раз перед сражением они опиваются вином; даже один такой человек, пробиваясь с оружием, повергает в смятение десятки тысяч воинов. Если человек убьет кого при встрече, государство не назначает ему наказание. Каждый раз, когда они отправляются в поход, на ходу бьют в барабан, неся его перед собой. Более того, они напаивают до бешенства слонов, которых у них имеется несколько сотен голов. Перед сражением их поят вином, и они несутся, вытаптывая все, и никто не может им противостоять. Царь, владея такими людьми и слонами, легко совершает вторжения в соседние страны. Царь — из рода кшатриев, по имени Пулакеша, весьма известен своими дальновидными замыслами и великодушием. Сановники, служащие ему, преданы ему беззаветно. Нынешний царь Шиладитья, завоевавший восток и запад, приведший к покорности далекие и близкие страны, лишь только жителей этой страны не может подчинить. Не раз водил он войска всех Пяти Индий и, созвав самых славных военачальников из разных стран, самолично отправлялся в военный поход — однако не мог одержать победу. Вот то, что можно сказать об их войске.

Согласно историческим источникам, правивший тем землями царь Сатьяшрая Пулакешин II, которому отказался наследовать его дядя Мангалеша, пришёл к власти, свергнув своего дядю. Индийские феодалы пытались сами низвергнуть Пулакешина, однако его армия сокрушила всех своих врагов. Расширив свою армию, Пулакешин провёл несколько походов, расширив земли Чалукья вплоть до плато Дахин. В 630 году он разбил армию Харшавардханы, который собрал лучшие силы для покорения владений Пулакешина.
Развитие мардани-кхель началось в начале XVII века, когда Деканские султанаты боролись против маратхов, чьей партизанской армией руководил Шахджи. Его сын Шиваджи освоил военное дело в раннем возрасте и уже вскоре овладел почти всеми видами индийского традиционного оружия. Его любимым оружием был меч длиной более 1 м под названием «Бхавани». 17-летний Шиваджи воспользовался распрями Деканских султанатов и убедил Биджапурский султанат нанести удар по врагам. Маратхи, разбросанные по всему Декану, объединились под руководством Шиваджи и создали в Западных Гатах собственное государство, однако это привело к тому, что возникла угроза от Империи Великих Моголов. Поскольку у маратхов было очень мало огнестрельного оружия, они решили укрыться в той местности, где моголы не могли применять тяжёлую артиллерию. Вследствие этого моголам приходилось участвовать в рукопашном бою, где у маратхов было неоспоримое преимущество благодаря лёгкой броне.
Мардани-кхель пришёл в упадок, когда в связи с колонизацией Индии огнестрельное оружие стало доступным, но не вымер. Британские военные и историки XVIII века изучали боевые качества маратхов: сэр Дж. Малет писал, что маратхи даже после принятия огнестрельного оружия носили только два меча. В 1768 году был образован Маратхский лёгкий пехотный полк, направленный на защиту Британской Ост-Индской компании. Этот полк считается наиболее известным в Индийской армии. Принципы тренировок его личного состава основаны на мардани-кхель. Девизом полка является «Боевой клич во славу императору Шиваджи» (Bol Sri Chhatrapati Shivaji-Maharaja ki jai), основателю государства маратхов.

## Оружие

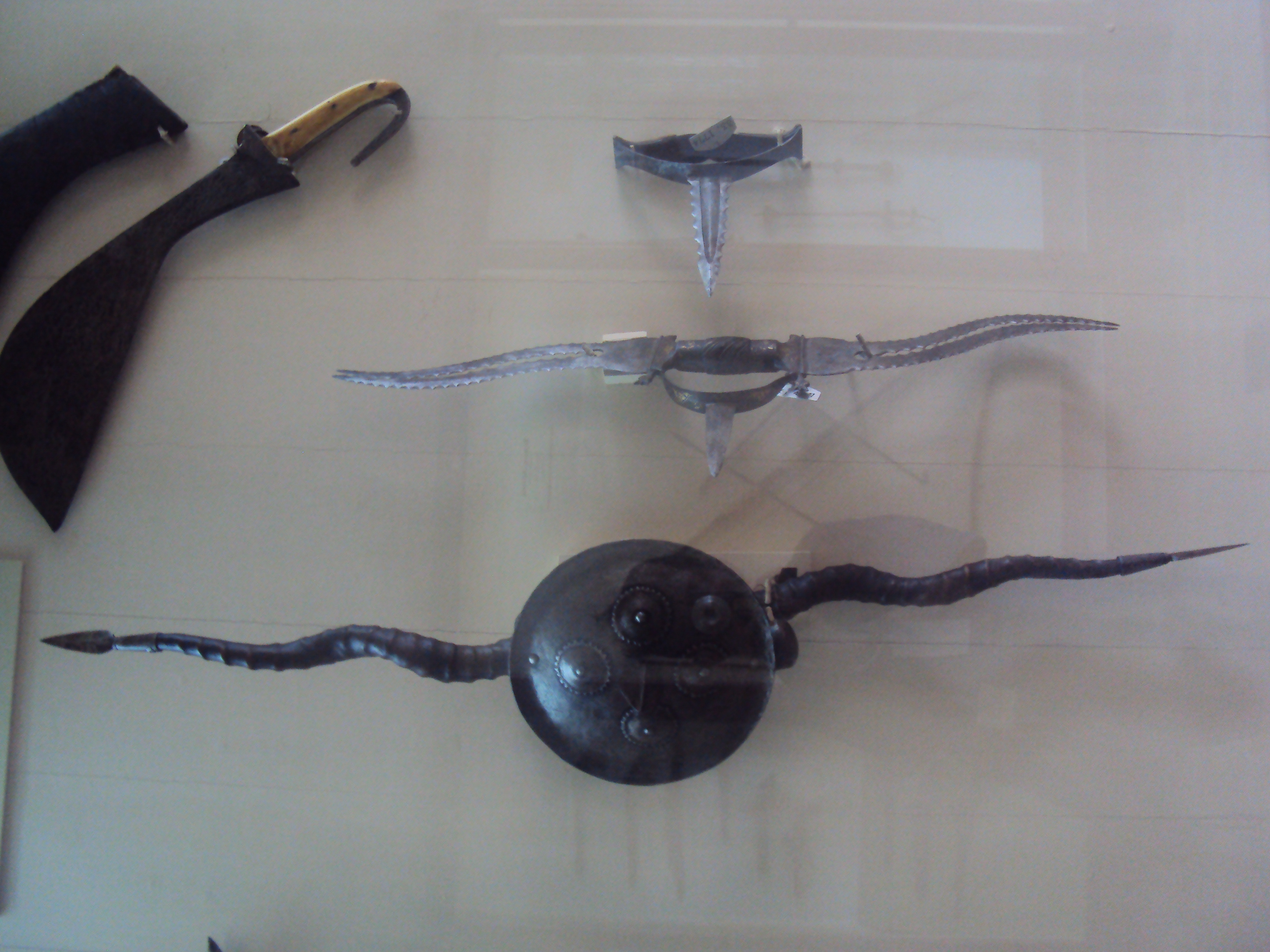
Оружие маратхи

- Пата: меч с обоюдоострым лезвием и стальной гардой, защищающей руку до локтя
- Тальвар: индийская сабля
- Бхала: короткое пехотное копьё с широким наконечником
- Барча: тяжёлое пехотное копьё, сделанное из цельного куска железа
- Вита: копьё на верёвке, которое выбрасывает вперёд атакующий
- Ботхати: кавалерийское копьё
- Латхи: боевой шест
- Дхала: круглый щит
- Мадху[англ.]: оружие для защиты, напоминающее оленьи рога
- Курхад: топор
- Данда: обоюдоострый топор
- Кукри (хукури): кинжал
- Данушья: лук и стрелы
- Катяра: кинжал тычкового типа с Н-образной рукоятью
- Багх-нака[англ.]: кастет
- Бичува[англ.]: кинжал в форме жала скорпиона